# غراهام ميلر
غراهام ميلر (بالإنجليزية: Graham Miller)‏ هو مقدم تلفزيوني وصحفي بريطاني، ولد في 1951 في لندن في المملكة المتحدة.